# 忽滑谷快天
忽滑谷 快天（ぬかりや かいてん、慶応3年12月1日（1867年12月26日） - 1934年7月11日）は、戦前日本の仏教学者、曹洞宗の僧侶、文学博士。道号は仏山。
古代禅学及び東洋禅学思想史を研究し、禅仏教を内省主観主義として捉えた「忽滑谷禅学（忽滑谷派）」と呼ばれる禅道思想を確立した。大正天皇の御大礼仏教雑誌『星華』、『達磨禅』創刊者。
曹洞宗大学が大学昇格時に駒澤大学に改まると、初代学長に就任。駒澤大学の建学の理念「行学一如」、その実践項目としての「信誠敬愛」を打ち立てた。

## 経歴
武蔵国入間郡古谷村（現・埼玉県川越市）の善長寺従弟、多摩郡東村山久米川（現・東京都東村山市）に遠藤太郎左衛門の4男として生まれる。
10歳の時、忽滑谷亮童の弟子として出家し名を快天と改める。1887年（明治20年）に曹洞宗大学林（現、駒澤大学）を卒業し、共立学校を経て、1888年（明治21年）に東京第一高等中学校（第一高等学校）に入学した。その後、一中を卒業後の1891年（明治24年）に、24歳で慶應義塾大学文学部に進学し、仏教学や実証主義学問を学ぶ。英語に堪能だったことから、最初の著作『Principles of practice and Enlightenment of the Soto Sect』は英語で出版した。明治26年（1893年）12月に慶應義塾大学文学部を卒業。

### 卒業後
次いでPaul Carus（ポール・ケーラス博士）の『Buddhism and its Christian Critics』を翻訳出版。次いで、大乗非仏説を展開した富永仲基の『出定後語』を出版。当時、多くの仏教学者たちが、大乗経典は信じることではなく、それを所依とした宗派は崩壊すると思っていたが、忽滑谷は逆に大乗の価値を大幅に見直し、批判精神による仏教の近代化を図った。
明治33年（1900年）、稲垣満次郎公使の斡旋により、仏舎利がシャム王室より日本の仏教徒に贈与されたこと期に、南条文雄とシャムに渡航。1901年（明治34年）に曹洞宗高等中学林の校長に就任。この時、学生服を法衣から着物に変えるなど大きな改革を断行。
1905年（明治38年）には中国に存在していた『大梵天王問仏決疑経』を偽経と論じた本を発表。『仏決疑経』は教外別伝、拈華微笑、正法眼蔵涅槃妙心の典拠であり、それらの経典的根拠を否定するという禅宗の経証的根幹を揺るがす論だった。また、この時期にイスラーム研究や陽明学研究にも没頭し、イスラム教の開祖・ムハンマドの研究も始める。
1911年（明治44年）に忽滑谷は曹洞宗から、欧米への宗教学術視察の命を受けて3年間留学する。欧米留学へ向かう途中にハワイに宗教視察員として10日間ほど滞在し、その際にハワイ中学校、ポールシティー本願寺小学校等で講演を行い、サンフランシスコをはじめ各地において仏教講演会を行った。
1914年（大正3年）に留学より帰国し、翌年に日本政府より文学博士号の国家学位を受ける。1919年（大正8年）に曹洞宗立大学教頭、1921年（大正10年）に学長に就任。曹洞宗立大学の大学令による旧制大学創立に尽力し、1925年（大正14年）には曹洞宗立大学を駒澤大学と改称して初代学長となった。
公職と研究の両方の面で充実する一方、多数の著作を発表。弟子は、国内のみならず中国や台湾、韓国など東アジア全体に及び、胡適や鈴木大拙、曹洞宗の岡田宜法や増永霊鳳、柳田聖山に継承されて「忽滑谷仏教学」と呼ばれる学派を形成するまでに至った。しかし、僧堂師家の原田祖岳とは、雑誌『公正』誌上（昭和3年9月号）で論争が起こった（正信論争）。
忽滑谷の思想はその後、哲学、文学などの人文科学にとどまらず、物理学、生物学、天文学など、当時の最新の自然科学の知識を動員して仏教を論じ、岡田摘翠の『禅と催眠術』の序文を担当。忽滑谷の哲学的原理の帰結は、究極的な存在を宇宙そのものと見てついに「宇宙論」にまで達し、神秘主義的な領域に至った。また、インド、中国を対象とし、その思想史的展開をまとめた大著『禅学思想史』を完成させた。
1934年（昭和9年）に東京で講演中、脳溢血のため倒れてそのまま亡くなった。

## 主な著書
- 『曹洞教会修証義』
- 『英文仏遺教経』
- 『雪裏の梅』
- 『大梵天王問仏決疑経に就いて』明治38年
- 『怪傑マホメット』
- 『武士の宗教』(1913)
- 『白毫光』
- 『禅学講話』
- 『禅之妙味』
- 『禅学新論』
- 『参禅道話』
- 『達磨と陽明』
- 『清新禅話』
- 『楽天生活の妙味』
- 『宇宙美観』
- 『浮世荘子講話』
- 『禅家亀鑑講話』
- 『養気錬心乃実験』
- 『和漢名士参禅集』
- 『禅学新論』
- 『禅の理想と新人生の曙光』
- 『信仰と民力』
- 『無尽蔵』
- 『禅学思想史』　［第1冊］上巻
- 『禅学思想史』　［第2冊］下巻
- 『普勧坐禅儀講話』
- 『正信問答』
- 『錬心術』